# トップリーグ (小説)
『トップリーグ』は、相場英雄による日本の小説である。角川春樹事務所のPR誌「ランティエ」に2017年1月号から7月号まで連載され、第3章の後半と最終章を加筆して訂正したのち、2017年10月8日に単行本が角川春樹事務所から刊行された。2019年7月13日にはハルキ文庫版が発売された。
新聞記者と週刊誌記者が昭和史に残る一大疑獄事件の真相を追う。なお、本作のタイトルになっている「トップリーグ」とは、政治部の記者たちの中でも内閣総理大臣、内閣官房長官および与党幹部に深く食い込むことができるエリートの記者たちのことをいう。

## あらすじ
松岡直樹は大和新聞に入社15年目にして政治部に異動となり、官房長官番となる。ある日、誰もがタブーと思い躊躇っていた鋭い質問を浴びせた松岡は官房長官の目に留まり、瞬く間にトップリーグの仲間入りを果たす。一方、松岡とは入社同期で現在は大手出版社の週刊誌記者・酒井祐治は、都内の埋め立て地において発見された1億5千万円相当の旧1万円札に関する調査を行ううちに、昭和史に残る史上最大の疑獄事件に繋がっていることを知ることになる。「命の保証はないぞ」政治部部長から浴びせられたこの言葉を胸に刻み、松岡は酒井と協力して、官邸の闇とされたこの疑獄事件の真相を突き止める決意をする。

## 登場人物
松岡直樹（まつおか なおき）
大和新聞の政治部記者。入社15年目で政治部に異動となり、官房長官番となる。
酒井祐治（さかい ゆうじ）
大手出版社に勤務する週刊誌のエース記者。松岡とは大和新聞入社時の同期。

## 書誌情報
- 単行本：2017年10月8日、角川春樹事務所、ISBN 978-4-75841309-1[1]
- 文庫本：2019年7月13日、ハルキ文庫、ISBN 978-4-75844271-8[2]

## テレビドラマ
2019年10月5日からWOWOW「連続ドラマW」で全6回に渡って放送された。主演は玉山鉄二。

### キャスト

#### 大和新聞
松岡直樹
演 - 玉山鉄二
政治部記者。官房長官番記者。
阿久津康夫
演 - 陣内孝則
政治部部長。
灰原美樹
演 - 小雪
経済部記者。
野水亮介
演 - 長谷川朝晴
政治部記者。松岡の上司。
藪下敏夫
演 - 黒羽麻璃央
政治部記者。松岡の後輩。

#### 週刊新時代 編集部
酒井祐治
演 - 池内博之
記者。大和新聞時代、松岡と同期。
大畑康恵
演 - 佐久間由衣
記者。酒井の後輩。
茂森隆三
演 - 堀部圭亮
筆頭デスク。

#### 閣僚
近藤道家
演 - 小林薫
内閣官房長官。
芦原新太郎
演 - 佐野史郎
内閣総理大臣。

#### 政治家
安西宗典
演 - 須永慶
民政党。

#### 警視庁
柴田義和
演 - 光石研
捜査一課 刑事。

#### 幹事長番記者
林若菜
演 - 橋本マナミ
日本橋テレビ。
岩舘真央
演 - 池田香織
NTR。
深見拓也
演 - 野間口徹
大日新報新聞政治部。

#### 内外情報通信社
相楽優一郎
演 - 津嘉山正種

#### 松岡家
松岡藍子
演 - 中村映里子
松岡の妻。

#### 灰原家
灰原涼子
演 - 今本洋子

### スタッフ
- 原作 - 相場英雄 『トップリーグ』『トップリーグ2 アフターアワーズ』（ハルキ文庫刊）
- 脚本 - 篠崎絵里子
- 監督 - 星野和成、中前勇児
- 音楽 - 羽岡佳、石毛駿平
- 制作協力 - MMJ
- 製作 - WOWOW

### 放送日程
| 話数   | 放送日   | 監督     |
| ------ | -------- | -------- |
| 第1話  | 10月05日 | 星野和成 |
| 第2話  | 10月12日 | 星野和成 |
| 第3話  | 10月19日 | 中前勇児 |
| 第4話  | 10月26日 | 中前勇児 |
| 第5話  | 11月02日 | 星野和成 |
| 最終話 | 11月09日 | 星野和成 |

| WOWOW 連続ドラマW 土曜オリジナルドラマ                               | WOWOW 連続ドラマW 土曜オリジナルドラマ   | WOWOW 連続ドラマW 土曜オリジナルドラマ                          |
| 前番組                                                               | 番組名                                   | 次番組                                                          |
| -------------------------------------------------------------------- | ---------------------------------------- | --------------------------------------------------------------- |
| 湊かなえ ポイズンドーター・ホーリーマザー （2019年7月6日 - 8月10日） | トップリーグ （2019年10月5日 - 11月9日） | 引き抜き屋 〜ヘッドハンターの流儀〜 (2019年11月16日 - 12月14日) |